# Bhogadi
Bhogadi là một thị trấn thống kê (census town) của huyện Mysore thuộc bang Karnataka, Ấn Độ.

## Nhân khẩu
Theo điều tra dân số năm 2001 của Ấn Độ, Bhogadi có dân số 4813 người. Phái nam chiếm 53% tổng số dân và phái nữ chiếm 47%. Bhogadi có tỷ lệ 64% biết đọc biết viết, cao hơn tỷ lệ trung bình toàn quốc là 59,5%: tỷ lệ cho phái nam là 70%, và tỷ lệ cho phái nữ là 57%. Tại Bhogadi, 11% dân số nhỏ hơn 6 tuổi.